# Iwane Matsui
Iwane Matsui (松井石根) va ser un general de l'Exèrcit Imperial Japonès durant la Segona Guerra sinojaponesa. Va néixer el 27 de juny de l'any 1878 a Nagoya i va morir a Tòquio el 23 de desembre de l'any 1948. Va ser el sisè fill de Takekuni Matsui, un samurai empobrit i antic criat del daimyô Owari durant el Shogunat Tokugawa. Després d'acabar l'escola, els seus pares volien que continués amb la seva educació, però ell estava massa preocupat pels diners i no va voler ser una càrrega més per a la família.
Tot i ser un noi baix, prim i molt jove, Matsui es va apuntar a l'armada, perquè en aquell moment les escoles militars eren de les més barates que hi havia. L'any 1893 va entrar a l'escola preparatòria militar. A l'escola militar va ser un excel·lent estudiant i l'any 1898 es va graduar. A la seva classe també hi van coincidir Jinzaburô Masaki, Nobuyuki Abe, Shigeru Honjô i Sadao Araki, que més endavant es van convertir en generals.
Va ser el 1901 quan en Matsui va ser admès a l'Army War College, una institució d'elit que només accepta el deu per cent del total de sol·licitants. Matsui encara estava assistint a classes quan al febrer de 1904 la universitat va haver de tancar a causa de la Guerra russojaponesa. En aquell moment va ser enviat a l'estranger, on va servir a Manxúria com a comandant de combat del sisè regiment. A la batalla de Shoushanbao, una bala va perforar la seva cama i el seu règim va ser quasi destruït. Tanmateix, al final de la guerra Matsui va finalitzar els seus estudis a la universitat i es va graduar el 1906 amb la millor nota de la seva classe.
Va obtenir un càrrec militar estable a Shanghai i a Guangdong, l'any 1912 es va casar amb Fumiko Isobe. L'any 1919 va ser nomenat oficial comandant del 39è règim, el 1922 va ser transferit per comandar l'agència secreta en Harbin i l'any següent va ser promogut a general major. També va ser posat com comandant del 35è règim i l'any 1927 va ser promogut a tinent general. El 1928 va ser posat com comandant de l'11è règim. Des de desembre de l'any 1931 a l'agost del 1932 va ser part de la delegació de el Japó en la Conferència de desarmament mundial de Ginebra. L'agost de 1935 va ser nomenat com a comandant a càrrec de l'armada del districte de Formosa a Taiwan. Finalment es retira l'any 1935, tanmateix, mostra tendències anti Chiang Kai-shek i contacta amb els líders del Kuomintang (国民党).

## Iwane Matsui I laGreater Asia Association
La “Greater Asia Association” va ser un grup format per intel·lectuals que promovia la Gran Esfera de Coprosperitat de l'Àsia Oriental i les relacions d’igualtat entre Àsia I Occident. Matsui, membre de l’associació, afirmava que la cooperació entre Japó i la Xina era fonamental per alliberar Àsia de la dominació occidental. Les relacions entre aquests dos països havien de server per resoldre els problemes a través de negociacions bilaterals.
Tot i que la promoció de les relacions bilaterals era el principal objectiu de la política de Iwane Matsui, el govern nacionalista de Chiang Kai-shek, havia anat agafant un caire anti-japonès i més proper a les nacions occidentals.
L’any 1933, Matsui es converteix en comandant de l'exèrcit a Taiwan, territori que és annexionat a l’imperi japonès l’any 1895. Mentre exerceix aquest càrrec li és concedit el rang de general, el més alt de l'Exèrcit imperial japonès, tot i que els seus objectius es desviaven de la carrera militar, buscava les relacions de bilateralitat entre la Xina i Japó més que el conflicte.
Tot I així, les relacions entre els dos països s'havien anat deteriorant, fins al punt que Chiang Kai-shek centra els seus objectius en l’amenaça que suposa Japó, deixant de banda els conflictes interns contra el Partit Comunista Xinès.
Tot i els esforços d’Iwane Matsui per convèncer el govern de la Xina, els ideals de Matsui de pan-asianisme eren vistos com una manera de justificar la intromissió del Japó en afers d'altres països i en la dominació de la Xina. Matsui, que n’era conscient, viatja per la Xina per donar credibilitat a les seves idees, fins i tot reunint-se amb Chiang Kai-shek, tot i que llavors les relacions entre els dos països ja estaven més deteriorades.

## L'incident de Xi'an
Chiang Kai Shek, el general que governava la Xina en aquella època i líder del partit nacionalista, Kuomintang, tenia dos conflictes als que fer front, un extern i un intern. D'una banda, havia de combatre la intrusió del Japó en la sobirania xinesa, però també havia de fer front a l'oposició dels comunistes xinesos. En un principi, Chiang intentava destruir primer a l'oposició comunista perquè, segons la seva lògica, Xina no seria capaç de resistir a un enemic extern mentre tingués a un enemic intern. Però, llavors, va ocórrer un incident que va canviar les polítiques de Chiang Kai Shek i del partit nacionalista (国民党) entorn dels comunistes i als japonesos.
El 12 de desembre de 1936, Chang Hsueh-Liang, un dels comandants militars subordinats de Chiang Kai Shek, va segrestar al General Chiang Kai Shek, quan aquest va anar a una de les casernes generals de Chang a Xi'an per a incitar-li a perseguir la campanya anticomunista amb més ímpetu. En Chang, un antic senyor de la guerra que el seu pare en Chang-tso-lin va ser assassinat per un complot organitzat per oficials de l'armada japonesa, va organitzar aquest segrest per a urgir al general Chiang Kai Shek d'enfrontar als japonesos amb més agressivitat.
Sobre l'incident de Xi'an, moltes preguntes segueixen avui dia sense resposta, per exemple, com va ser en Chiang deixat finalment en llibertat el 25 de desembre i com es va concretar el seu acord secret amb els comunistes qui van reportar haver intervingut entre en Chiang i en Chang. Fos com fos, el que és clar és que després d'aquest incident hi va haver-hi un canvi radical en la forma d'afrontar el conflicte per part de Chiang Kai Shek i del partit nacionalista, a partir d'aquest incident va adoptar unes fortes polítiques anti-japoneses i combatre les tropes japoneses va passar a ser la seva prioritat per sobre de combatre l'oposició comunista.

## Iwane Matsui i la Massacre de Nanquín
El dia 7 de desembre les tropes japoneses van dirigir-se cap a la ciutat de Nanquín. En aquest precís moment Matsui es trobava en estat febril a la ciutat de Suzhou a causa de la seva Tuberculosi crònica. El príncep Asaka va assumir la responsabilitat com a nou comandant en cap de l'exèrcit de Nanquín.
El dia 13 de desembre la ciutat de Nanquín va caure. Durant aquest període les tropes japoneses van matar a milers de presoners de guerra i civils, produint a més saquejos i violacions. Encara que Matsui no va ordenar directament la matança dels civils, va ser considerat responsable directe a causa del seu paper com un dels comandants.
El dia 17 de desembre Matsui va millorar de la seva malaltia i va entrar a la ciutat de Nanquín per fer una desfilada cerimonial. En aquest moment Matsui va veure les accions que s'havien produït a la ciutat durant la seva absència. En saber-ho Matsui va quedar consternat. El dia 18 va parlar amb un dels seus oficials i va mostrar la seva aflicció pels esdeveniments:
“Ara m'adono que hem forjat, sense saber-ho, un efecte més greu en aquesta ciutat. Quan penso en els sentiments i el dolor de molts dels meus amics xinesos que han fugit de Nanquín i el futur dels dos països, no puc deixar de sentir-me deprimit. Estic molt sol i no puc alegrar-me d'aquesta victòria[6]. Més tard aquell mateix dia, es va dur a terme un servei d’enterrament per als soldats japonesos que van morir durant la invasió. Durant el servei Matsui va reprendre als tres-cents oficials, soldats i comandants del regiment per les seves polèmiques accions. Un corresponsal japonès va escriure sobre aquest moment: “Mai abans un superior havia donat als seus oficials una reprimenda tan mordaç. L'exèrcit es va mostrar incrèdul davant el comportament de Matsui, perquè un dels oficials presents era un príncep d'ascendència imperial."
Als diaris d’Iwane també es mostra una mica dels seus pensaments durant aquests dies. El dia 20 de desembre Matsui va dir al seu diari que no hi havia manera d’impedir la violència i el comportament dels soldats. El dia 23 de desembre va manifestar el seu desig d’un canvi real a la conducta dels soldats:
« No deixava de pregar, amb l'esperança d'evitar qualsevol problema inesperat de conducta i disciplina en el futur ...» Però, així i tot, els seus desitjos no van ser escoltats, i el dia 29 ens torna a dir al seu diari que la violència segueix.

## Judici
Els actes comesos a Nanquín per l'exercit japonès van ser durament jutjats per la resta del món. És per això que en acabar la Segona Guerra Mundial, el Tribunal Militar Internacional per a l'Extrem Orient establert a Tòquio, va jutjar tots els acusats de cometre delictes de guerra. Dins d’aquest grup es trobava el general Matsui.
Iwane Matsui va ser acusat de ser el principal culpable dels crims comesos a Nanquín, ja que durant aquell temps Matsui era el general i comandant encarregat de les tropes expedicionàries enviades a la Xina durant la Segona guerra xino-japonesa. El tribunal de Tòquio el va trobar culpable de cometre crims contra la humanitat i el va condemnar a mort. També va ser jutjar per crims contra la pau i per actes de conspiració, però no el van trobar culpable i el van absoldre.Segons el Tribunal de Tòquio: Iwane Matsui no va ser condemnat per conspirar en la preparació de guerres d'agressió, a la classe A, però va ser declarat culpable d'infringir l'obligació d'observar les lleis i costums de la guerra a la classe C i va ser condemnat a mort a la forca).
El judici de Iwane Matsui, així com dels antics dirigents japonesos involucrats a la guerra, va començar el 3 de maig de 1946 i va finalitzar el 12 de novembre de 1948. Aquests judicis van prendre com a base els mateixos paràmetres que els utilitzats durant els anteriors Judicis de Nuremberg esdevinguts del 20 de novembre de 1945 a l’1 d’octubre de 1946. Això significava que el judici es basaria en els quatre mateixos càrrecs en els que es va basar el tribunal de Nuremberg, és a dir: 
1. Crims contra la pau i crims contra la guerra, aquells que provaven l'existència d’assassinats, tortures i violacions contràries a les Lleis de la Guerra.
2. Crims contra la humanitat, si es tractava d’extermini i morts en massa.
3. Genocidi, si es tractava de les mateixes morts en massa però de grups ètnics determinats.
4. Complot de guerra entès com el procés pel qual s'atempta contra la seguretat interior d’un estat sobirà.

El Tribunal va ser dirigit pel nord-americà Joseph Keenan i va comptar amb fiscals de tots els països que també van nomenar jutges. Un dels fets més notoris d’aquests judicis va ser la immunització de l'emperador Hirohito per part del Tribunal, impedint d’aquesta manera que fos jutjat arrel del seu exercici de Cap d’Estat durant la guerra i hagués donat ordres directes per la consecució d’incomptables crims contra la humanitat.
Tanmateix, durant els processos i a diferència d’allò esdevingut durant els Judicis de Nuremberg no es va absoldre a cap dels set condemnats a mort, disset a presó perpètua i dos a presons parcials. Entre els condemnats a mort estaven: el general Hideki Tojo, primer ministre; el general Doihara Kenji, comandant de les forces aèries; el Baró Hirota Kaki, ministre de relacions exteriors; el general Kimura Heitaro, comandant de la força expedicionària Burma i el general Muto Akira, comandant de la força expedicionària de les Filipines.
El Tribunal Militar Internacional de l’Extrem Orient va desestimar les reclamacions del govern japonés de que les xifres de morts eren totes militars i que no hi va haver massacres organitzades o atrocitats comeses als civils. Iwane Matsui va ser condemnat a morir penjat a la forca i la seva sentència el feia responsable d’un nombre total de morts de 100.000 persones, en contrast amb altres condemnes on el número ascendia a 200.000, i una xifra allunyada dels 300.000 civils assassinats civils per les tropes imperials japoneses que el govern xinès va denunciar davant del Tribunal. Quan se li va preguntar al judici per què no va retirar les tropes de Nanjing a l’adonar-se del dany que s'hi estava ocasionant, Matsui va respondre que no va poder replegar les tropes, ja que estava seguint ordres
Finalment, es va considerar lo següent: El Tribunal considera que Matsui sabia què succeïa. No va fer res, o res eficaç per disminuir aquests horrors (...) les seves ordres no van tenir cap efecte com ara és sabut, y com ell deuria haver sabut. Va advocar a favor seu que en aquest temps estava malalt (...) Estava al comandament de l'exèrcit responsable d’aquests successos (atrocitats). En sabia d’ells. Tenia el poder, i el deure, per controlar les seves tropes i protegir els desafortunats ciutadans de Nanjing. Deu ser declarat culpable pel no compliment del seu deure.
Tanmateix, en la segona part de la seva declaració jurada, Matsui va assegurar:
Esperava que aquesta batalla no plantaria la llavor d’un rancor a llarg termini entre ambdós pobles, però que duria a la bona voluntat i el suport mutu en el futur. Per això vaig encomanar especialment als meus soldats dur realitzar aquest esperit i vair ordenar com segueix a l'enviar les meves tropes. En primer lloc, la batalla prop de Shanghai ha de ser dirigida cap a l'enemic que ens repta, mentre que els oficials i civils xinesos han de ser pacificats i protegits; en segon lloc, vigileu de no afectar els residents i tropes d'altres països estrangers. Hem de mantenir un estret contacte amb oficials i tropes d'altres països per evitar malentesos. En tercer lloc, vaig ordenar repetidament a l'exèrcit protegir i preocupar-se dels civils innocents xinesos i respectar els interessos dels països estrangers. Per exemple, la batalla prop de la ciutat meridional va seguir les meves ordres i va acabar sense danyar la ciutat. (...) Quan vam conquerir Nanquín, jo vaig seguir la consistent política del meu govern i vaig intentar limitar la batalla a l’àmbit normal del combat. La meva volguda fe en el suport i prosperitat mútues entre Japó i la Xina em van impulsar a evitar que aquesta batalla esdevingués una lluita entre dos pobles, així que vaig posar-hi una atenció escrupolosa a aquest assumpte.